# Rampla Juniors Fútbol Club
Il Rampla Juniors Fútbol Club è una società di calcio uruguaiana con sede nel Cerro, uno storico quartiere di Montevideo. È nato del 1914 e milita nella Segunda División Profesional de Uruguay, la seconda divisione del campionato uruguaiano. Il suo più grande rivale è il C.A. Cerro, squadra dello stesso quartiere.
Lo stadio dove si svolgono le partite è stadio Olímpico di Montevideo che dispone di una capacità di 6 000 posti a sedere. Ha strutture di allenamento adeguate e scuola calcio giovanile.
Nel Torneos Locales la squadra è arrivata seconda nel 1932, 1940, 1964.
In Primeria B hanno vinto nel 1944, 1980, 1992.

## Organico
Aggiornato al 15 marzo 2019
| N. |                      | Ruolo | Calciatore           |
| -- | -------------------- | ----- | -------------------- |
| 1  | Uruguay (bandiera)   | P     | Kevin Larrea         |
| 2  | Uruguay (bandiera)   | D     | Emiliano García      |
| 4  | Uruguay (bandiera)   | D     | Joan Gamboa          |
| 5  | Uruguay (bandiera)   | C     | Gastón Díaz          |
| 6  | Uruguay (bandiera)   | D     | Gastón Roselló       |
| 7  | Argentina (bandiera) | C     | Gaspar Vega          |
| 8  | Uruguay (bandiera)   | A     | Delis Vargas         |
| 9  | Uruguay (bandiera)   | A     | Santiago Vega        |
| 10 | Uruguay (bandiera)   | C     | Juan Ángel Albín     |
| 11 | Uruguay (bandiera)   | D     | Mauricio Felipe      |
| 12 | Uruguay (bandiera)   | P     | Silvio Samurrio      |
| 13 | Uruguay (bandiera)   | D     | Emanuel Beltrán      |
| 14 | Uruguay (bandiera)   | C     | Gastón Gorrostorrazo |
| 15 | Uruguay (bandiera)   | A     | Santiago Gáspari     |
| 16 | Uruguay (bandiera)   | C     | Gustavo Machado      |
| 17 | Uruguay (bandiera)   | D     | Diego Rosa           |

| N. |                    | Ruolo | Calciatore          |
| -- | ------------------ | ----- | ------------------- |
| 18 | Uruguay (bandiera) | D     | Matías Soto         |
| 19 | Uruguay (bandiera) | A     | Carlos Núñez        |
| 20 | Uruguay (bandiera) | D     | Lucas Rodríguez     |
| 21 | Uruguay (bandiera) | A     | Rodrigo Piñeiro     |
| 22 | Uruguay (bandiera) | C     | Jhony Galli         |
| 23 | Uruguay (bandiera) | A     | Mathías Saavedra    |
| 24 | Uruguay (bandiera) | D     | Gonzalo Rizzo       |
| 25 | Uruguay (bandiera) | P     | Rodrigo Odriozola   |
| 27 | Uruguay (bandiera) | D     | Claudio Servetti    |
| 28 | Uruguay (bandiera) | A     | Christopher Chávez  |
| 30 | Uruguay (bandiera) | C     | Juan Viacava        |
| 32 | Uruguay (bandiera) | C     | Ignacio Panzariello |
| 33 | Uruguay (bandiera) | C     | Facundo Guichón     |
|    | Uruguay (bandiera) | C     | Leonardo Melazzi    |

## Palmarès

### Competizioni nazionali
- Campionato uruguaiano: 1

1927
- Segunda División Uruguaya: 3

1944, 1980, 1992
- Divisional Intermedia de Fútbol de Uruguay: 1

1921
- Torneo Competencia (2): 1950, 1955
- Torneo de Copa (1): 1969
- Torneo Cuadrangular (1): 1953
- Copa Maracaná (1): 1950

### Altri piazzamenti
- Campionato uruguaiano:

Secondo posto: 1923, 1928, 1932, 1940, 1964
Terzo posto: 1922, 1924, Provisorio 1926, 1931, 1933, 1936, 1941, 1947, 1949, 1950, 1951, 1952, 1953, 1958, Clausura 1995, Clausura 1996, Apertura 2007
- Segunda División Profesional de Uruguay:

Secondo posto: 2004
Terzo posto: 2013-2014
- Copa Ricardo Aldao:

Finalista: 1927

## Giocatori celebri

### Vincitori di titoli
Calciatori campioni del mondo
- Enrique Ballestero (1930)
- William Martinez (1950)

Calciatori campioni olimpici di calcio
- Pedro Arispe (Parigi 1924, Amsterdam 1928)
- Pedro Casella (Parigi 1924)